# Eberhard Lochmann
Hans-Eberhard Lochmann (* 8. Dezember 1933 in Berlin; † 3. Februar 2020) war ein Brigadegeneral des Heeres der Bundeswehr und Angehöriger des Bundesnachrichtendienstes.

## Leben
Lochmann absolvierte 1954 das Abitur in Wuppertal. 1956 trat er beim Panzeraufklärungslehrbataillon in Bremen in die Bundeswehr ein. 1957 wurde er zum Leutnant befördert. Er hatte Verwendungen in der Panzeraufklärungstruppe als Zugführer, Inspektionschef und Kompaniechef.
Von 1964 bis 1966 absolvierte Lochmann den 7. Generalstabslehrgang Heer an der Führungsakademie der Bundeswehr in Hamburg, wo er zum Offizier im Generalstabsdienst ausgebildet wurde. Anschließend hatte er Verwendungen als Dezernent, Referent, Abteilungs- und Dienststellenleiter im Militärischen Nachrichtenwesen und im Bundesnachrichtendienst, dort zuletzt als Unterabteilungsleiter. Von 1974 bis 1976 war er zwischenzeitlich stellvertretender Brigadekommandeur der Panzergrenadierbrigade 1 in Hildesheim. 
Von 1984 bis 1987 war Lochmann Kommandeur der Schule für Nachrichtenwesen der Bundeswehr in Bad Ems und danach ab April 1987 Amtschef des Amtes für Nachrichtenwesen der Bundeswehr in Bad Neuenahr-Ahrweiler. Mit Ablauf des März 1991 wurde er in den Ruhestand versetzt.
Lochmann war verheiratet und hatte zwei Söhne. Nach seinem Tod 2020 wurde seine Urne auf dem Waldfriedhof Kottenforst in Bonn beigesetzt.